# チュベローズで待ってる
『チュベローズで待ってる　AGE22・AGE32』（チュベローズでまってる　AGE22・AGE32）は、加藤シゲアキによる日本の長編小説。

## 概要
自身4作目の長編小説（短編集を含めると5作目）。「週刊SPA!」にて2016年6月から全19回に渡って連載後、2017年12月に扶桑社から上下巻で500ページを超える単行本として刊行。発売日時点で発売部数15万部を記録し、発売日重版が決定した。
同年、第8回Twitter文学賞を受賞。
2022年6月、新潮社から文庫本を発売。文庫化にあたって大幅な改稿がされた。

## あらすじ

### 上巻【AGE22】
2015年、22歳の金平光太は、就活に失敗して意気消沈しているところをカリスマホストの雫にスカウトされ、歌舞伎町のホストクラブ「チュベローズ」で働きはじめた。夜の世界とそこに棲む異形の人々に戸惑う光太。やがて客としてやってきた美津子が、かつて光太が不採用にされたゲーム会社に勤めていることを知り、自らの夢のために彼女を誘惑して利用しようと画策する。

### 下巻【AGE32】
2025年、32歳の金平光太は、ゲーム会社に就職し気鋭のゲームクリエーターとして活躍していたが、心に大きな喪失感を抱えていた。そんな彼の前に、再びチュベローズの面々が現れる。自社のゲームが不祥事に見舞われてしまう。チュベローズの面々、上司の八千草とともに事態の追求、収拾に奔走する光太だったが、問題が解決に向かうにつれ、10年前の美津子の死の恐ろしくも哀しい真相に向き合うことになる。

## 登場人物
金平光太
大学4年生。就活に失敗し、意気消沈しているところをホストにスカウトされる。源氏名は「光也」。
雫
ホストクラブ「チュベローズ」のナンバーワンホスト。関西弁を話す。人並み外れた魅力の持ち主で、周囲から熱い支持を集める。
亜夢
光太（光也）とほぼ同期の新米ホスト。まだ幼さが残る、ホストらしからぬ物腰の青年。
芽々
光太の妹。小学2年生。寂しい環境のせいで携帯ゲーム機に依存している。家族の窮状を察し、「お金持ちになるために」進学校を目指す。
恵
光太の恋人。大手旅行代理店に就職が内定している。光太の支えになろうとするが、ホストクラブで働いていることを隠す光太との間に距離感が生まれていく。
水谷
ホストたちから「パパ」と呼ばれて畏敬される「チュベローズ」の老オーナー。
ミサキ
歌舞伎町のクラブで働く売れっ子ホステス。光太を指名した初めての客。雫とは以前から付き合いがある。
美津子
光太を指名したアラフォーの会社員。光太に思い入れを持つ。

## 書籍情報
単行本：扶桑社、2017年12月12日発売、ISBN 978-4-59-407810-2（AGE22）、978-4-59-407859-1（AGE32）
文庫本：新潮文庫、2022年6月27日発売、ISBN 978-4-10-104021-9（AGE22）、978-4-10-104022-6（AGE32）

## その他
- 単行本発売当日に、東京・歌舞伎町ブックセンターで発売記念イベントが開催された。歌舞伎町のホストやホステス、飲食業従事者が招待され、芥川賞作家の羽田圭介も参加した[1]。